# 人間開発
人間開発（にんげんかいはつ、英: Human development）とは、人々が各自の可能性を十全に開花させ、それぞれの必要と関心に応じて生産的かつ創造的な人生を開拓できるような環境を創出すること。

## 解説
その領域には、能力アプローチを中心に据えた人の状態の探求が組み込まれている。国連は不平等調整人間開発指数を使って、人間開発の具体的な前進を評価している。これは、経済的な成果だけを追求する考え方とは異なり、社会的公正を重視した進歩の捉え方を提案するものだ。
国連開発計画は、人間開発を「人々の選択の範囲を拡大する動き」として捉えている。この選択の範囲とは、「健康で長生きをし、教育を受ける機会を得て、適切な生活水準を享受する」能力や「政治的権利、保障された基本的人権、自己評価の様々な側面」を享受する能力を意味する。従って、人間開発は、単に経済成長という手段を超えた、人々の選択肢を増やすことに関わるものである。この選択肢を増やす基盤としての人の能力、つまり、人々が人生で達成できるまたは成り得ることの幅を作り出すことがキーとなる。能力は、「価値ある生活を生きるための実質的な自由」を指す。

## 歴史
歴史的背景として、人間開発の理論は古代の思考や初期の経済学に起源を持つ。アリストテレスは財富が単なる手段に過ぎないと言及し、アダム・スミスやカール・マルクスは人の能力に目を向けていた。1980年代、アマルティア・センの研究がこの理論の重要性を強調し、彼の人間能力の視点は1998年のノーベル経済学賞の受賞に寄与した。この理論の現代的な概念を打ち出した主要な経済学者としては、マブブ・ウル・ハック、ユナー・キルダル、アマルティア・センが挙げられる。国連開発計画（UNDP）で用いられる人間開発指数は、この初期の研究に基づいている。2000年には、センとスディール・アナンドが持続可能性に関する論文で理論を拡展した。
1990年代後半から2000年代初めにかけてのマーサ・ヌスバウムの研究を通じて、理論家たちは人間の感情に対してもっと関心を寄せるようになった。また、アブラハム・マズロー（1968年）の自己実現理論から派生したアプローチも存在し、その代表例として1980年代にManfred Max-Neefが提唱したHuman-Scale Developmentアプローチがある。このアプローチは、人のニーズとそれを満たす方法に関して、時間や背景に関係なく一定のものとして取り扱っている。